# Калао андаманський
Калао андаманський (Rhyticeros narcondami) — вид птахів родини птахів-носорогів (Bucerotidae).

## Поширення
Вид ендеміком крихітного острова Наркондам на сході Андаманських островів (Індія). У 1998 році популяція була оцінена в 295—320 птахів і вважалася стабільною з приблизно 68-85 гніздуючими парами, тоді як під час польових робіт у 2000 році популяція була оцінена в 432 особини. Згідно з останньою оцінкою популяції 2019—2020 років чисельність виду становить 750—1400 птахів.

## Опис
Птах завдовжки до 66 см. У самців і самок різне оперення, хоча обидва мають чорне тіло з зеленими переливами на верхніх частинах і білий хвіст. Самці мають світло-коричневу голову і шию, а самиці чорні, хоча в обох блакитно-біле горло. Як у самців, так і у самиць є складки у верхній частині дзьоба біля основи. Дзьоб коричневого кольору з рожевою основою. Навколо ока мають сині карункули. Райдужка у самців помаранчева, а у самиць зеленувато-коричнева з блідо-жовтою облямівкою. Ноги чорнуваті з жовтою підошвою.